# Fort Abraham Lincoln
Le Fort Abraham Lincoln, qui accueillit à partir de novembre 1873 le 7e régiment de cavalerie de George A. Custer, fut le premier poste avancé du Dakota du Nord.
Fondé le 19 novembre 1872 par le sixième régiment d'infanterie de Daniel Huston, au confluent du Missouri et de l'Heart River, il était situé en face, de l'autre côté de la rivière, de l'actuelle ville de Bismarck, créé l'année suivante pour accueillir des immigrants d'Allemagne, venus par la ligne de chemin de fer de la Northern Pacific Railway.
Le Fort Abraham Lincoln fut le point de départ de l'expédition des Black Hills et le quartier général de l'armée américaine lors de la guerre des Black Hills. C'est aujourd'hui un site historique très fréquenté.